# Pepe López del Hoyo
Pepe López del Hoyo (Barcelona, 1967) es un diseñador y director creativo catalán. Fue pionero del concepto restaurante-lounge-club en España en los años 90 con el diseño del mítico “Salsitas” (Barcelona). Este concepto de fusión de ambientes se convirtió en tendencia en los espacios vanguardistas de la época, desde bares y terrazas a clubs y grandes hoteles. 
Cabe destacar sus primeros diseños de espacios a partir de formas orgánicas, escultóricas y teatrales con la puesta en escena de la iluminación, heredado de su etapa escenográfica en el cine, teatro y TV. Fue uno de los precursores en concebir la iluminación ambiental como una forma de fusionar conceptos y transformar un mismo ambiente en diferentes usos, llegando a utilizar el video como fuente de iluminación y a inventar revestimientos envolventes en los espacios iluminados a partir de recibir señal de video. 
Todo esto supuso un soplo de aire fresco y nuevas ideas en la Barcelona de los finales de los 90 y principio de los 2000, que revolucionaron una ya efervescente vanguardia de interiorismo en Barcelona. Sus diseños han recibido el reconocimiento de revistas como Frame, los premios “Restaurant & Bar Design Awards” de Londres y los Golden Moon Awards - The World 100 Best Clubs.

## Biografía
A la edad de tan solo catorce años (1981) entra a estudiar en La Llotja, Escuela de Artes y Oficios Artísticos de Barcelona. Durante los estudios realiza exposiciones y publicaciones y, en el último año de carrera, junto a otros compañeros, funda su primera empresa ‘Art Ficció’ dedicada a la escenografía y efectos especiales y que en el transcurso de cuatro años realiza trabajos para televisión, cine y teatro. En 1988 se establece como freelance y empieza a formar parte de los equipos de dirección artística de producciones cinematográficas, series de televisión y spots de publicidad con directores artísticos como Llorenç Miquel (dos premios Gaudí), Gil Parrondo (dos oscars por Doctor Zivago y Platoon), Pep Oliver, Martin Johnson, Chu Uroz, etc. En 1992, cofunda el estudio de diseño de proyectos singulares FUTUR2 y, a partir de colaborar en las Olimpiadas de Barcelona de 1992 y la Exposición Universal de Sevilla, inicia una trayectoria en la que realiza proyectos escenográficos y participa en parques temáticos tanto de España como internacionales. Paralelamente, empieza una nueva línea de diseño de arquitectura e interiores con una marcada filosofía conceptual y vanguardista.

## Proyectos representativos
En su trayectoria ha diseñado múltiples espacios como:
- Pacha Barcelona[7] (2014)
- Opium (Barcelona, Madrid, Marbella y Londres 2019)
- Bling Bling[8] (Barcelona 2011, Madrid 2017)
- Shoko[9][10] (Barcelona 2003 y 2015, Madrid 2003)
- Nuba[11] (Barcelona 2009, Ibiza 2012)
- Salsitas (Barcelona 1999)
- Danzatoria[12] Av.Tibidabo (Barcelona 2004)
- DBoy (Barcelona 2008)
- Bataplan (San Sebastián 2003)
- Casino Le Boulou (Francia 1997)
- Aguas de Ibiza, zonas de ocio, restaurantes (2014)
- Hotel Royal Tulum Catalonia, zonas de ocio (Cancún, México 2017)
- Hotel Catalonia Playa Mujeres, zonas de ocio (Costa Mujeres, México 2019)
- Sugar[13] (Barcelona 2004)
- S:Pic[14] (Barcelona 2003)
- Fuuud (Sabadell, Barcelona 2011)[15]
- El Jardín del Edén (Barcelona 2016),[16] Cachitos[17] (Barcelona 2011)
- Gran Hotel La Florida, Lounge Club Spa (Barcelona 2003), etc.

## Parques temáticos y otros
Proyectos escenográficos en Port Aventura (Tarragona), Warner Bros (Madrid), Warner Bros Movie World (Alemania), Discovery World (Taiwán), Tivoli (Copenhague), Felifonte (Felifonte, Italia), Expo Shanghái 2010, zona de ocio (Costa Este- Shanghái, China), Anec Blau, centro comercial, zonas de ocio (Castelldefels, Barcelona, 2005), parque nacional Valsaín, centro de interpretación (Segovia 2003).

## Series, televisión, películas y teatro
Ha formado parte de los equipos de dirección artística de producciones como Teveo de noche, de Els Comediants, TVE (1990); Dark justice, de Lormar USA y TV3 (1991-1993); Leña al mono, Antena3 (1993 - 1994); Un día volveré, de Francesc Betriu, TVE (1993); El planeta imaginario, TVE (1984 - 1988); Colaboraciones para la Fura dels Baus, Els Comediants, etc. (1984 – 1988); Jamón, Jamón, de Bigas Luna (1992); Tierra y libertad, de Ken Loach (1995); La tabla de Flandes, de Jim McBride (1995); Canción de Carla, de Ken Loach (1997) y Atolladero, de Óscar Aibar (1997).

## Premios y nominaciones
- Premios "Golden Moon Awards - The World 100 Best Clubs" 2018: Opium Barcelona, Pacha Barcelona, Opium Madrid del Grupo Costa Este que ganó, en esta misma edición, el “Golden Moon Award al mejor grupo empresarial”[20][21]
- Premios "Golden Moon Awards - The World 100 Best Clubs" 2018: Shöko (Barcelona)
- Premios "Golden Moon Awards - The World 100 Best Clubs" 2017: Opium Barcelona, Pacha Barcelona y Shöko (Barcelona)[22]
- Premios "Golden Moon Awards - The World 100 Best Clubs 2016": Opium Barcelona
- Nominado al "Spain Luxury Hotel Awards 2018: Hotel Aguas de Ibiza (Ibiza)"[23]
- Nominado y finalista a los Premios “Restaurant & Bar Design Awards 2015: Restaurante Cachitos Diagonal (Barcelona)”[24]
- Nominado a los Premios “Restaurant & Bar Design Awards 2012”: Restaurante Cachitos Rambla Catalunya (Barcelona)
- Finalista a los Premios “Restaurant & Bar Design Awards 2012”: Restaurante Fuuud (Sabadell, Barcelona)
- Seleccionado por la revista FRAME entre los 10 mejores diseños de restaurantes del mundo (2012): Restaurante Fuuud (Sabadell)[25]
- Seleccionado por la revista FRAME entre los 10 mejores diseños de restaurantes de España (2012): Restaurante Fuuud (Sabadell, Barcelona)[26]
- Seleccionado a los Premios "Lamp Lightings Solutions": Club La Carpa Sant Cugat (Sant Cugat, Barcelona)
- 1er Premio por “The International Association of Amusement Parks and Attractions (IAAPA)” de Berlín 2003 al mejor diseño de Stand: stand Futur2

## Publicaciones
- Futur2 Estudio de Diseño y Producción de Espacios Innovadores: Vol. 1 (2014). Vol. 3 (2015), Vol. 4, (2016), Vol. 5 (2017), Vol. 6 (2018).